# Kajaran
Pour l’article homonyme, voir Kajaran (village).
Kajaran, Qajaran, Kadjaran ou Kadzharan (en arménien Քաջարան ; anciennement Gejevan) est une ville du marz de Syunik en Arménie. En 2011, elle compte 8 112 habitants.
Située à 345 km de la capitale arménienne, Erevan, Kajaran est le centre national de la production de métaux non ferreux (dont le cuivre et le molybdène).

## Géographie

### Situation
Kajaran est située à 345 km de la capitale arménienne, Erevan, et à 25 km de Kapan, la capitale régionale.

### Topographie
L'altitude de Kajaran varie entre 1 750 et 1 800 m. Le Kaputjugh (3 904 m, massif du Zanguezour) n'en est guère éloigné.

### Hydrographie
Kajaran est située sur la rivière Voghji.

### Climat
| Mois                                | jan. | fév. | mars | avril | mai | juin | jui. | août | sep. | oct. | nov. | déc. | année |
| ----------------------------------- | ---- | ---- | ---- | ----- | --- | ---- | ---- | ---- | ---- | ---- | ---- | ---- | ----- |
| Température minimale moyenne (°C)   | −2   | −1   | 2    | 6     | 8   | 11   | 14   | 12   | 11   | 6    | 3    | −1   | 5,75  |
| Température maximale moyenne (°C)   | 4    | 5    | 9    | 14    | 14  | 18   | 21   | 21   | 19   | 13   | 10   | 6    | 12,5  |
| Précipitations (mm)                 | 6    | 9    | 27   | 33    | 30  | 12   | 21   | 12   | 36   | 24   | 15   | 18   | 20,25 |
| Nombre de jours avec précipitations | 4    | 6    | 10   | 10    | 10  | 6    | 3    | 4    | 5    | 9    | 6    | 6    | 6,6   |

| Diagramme climatique                                  |      |      |       |       |        |        |      |        |       |       |       |
| J                                                     | F    | M    | A     | M     | J      | J      | A    | S      | O     | N     | D     |
| 4−26                                                  | 5−19 | 9227 | 14633 | 14830 | 181112 | 211421 | 2112 | 191136 | 13624 | 10315 | 6−118 |
| Moyennes : • Temp. maxi et mini °C • Précipitation mm |      |      |       |       |        |        |      |        |       |       |       |

### Territoire
La communauté couvre 1 996 hectares, dont :
- 970 ha de terrains agricoles ;
- 776 ha de terrains industriels ;
- 2 ha alloués aux infrastructures énergétiques, de transport, de communication, etc. ;
- 7 ha d'aires protégées ;
- 122 ha de forêts ;
- 8 ha d'eau[2].

## Histoire

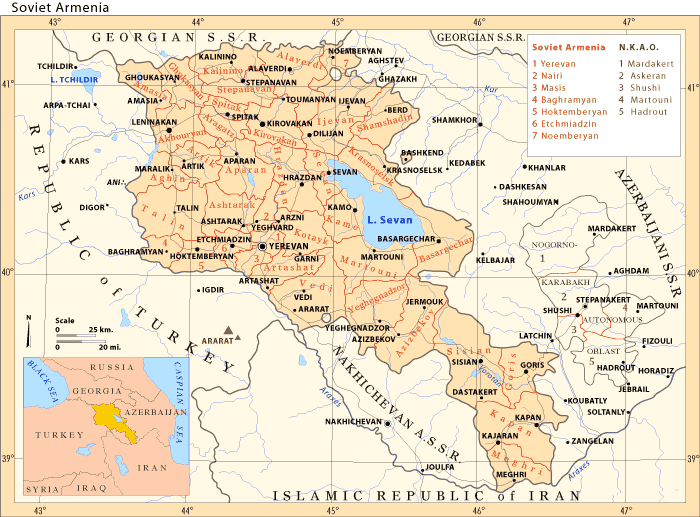
Carte de l'Arménie soviétique et de ses raions.

L'occupation humaine du site semble ancienne, comme l'atteste la découverte d'un temple païen.
Au sein du royaume d'Arménie, la localité fait partie du canton de Jork’, un canton de la province arménienne historique de Siounie selon le géographe arménien du VIIe siècle Anania de Shirak.
La prospection du sous-sol du site commence sous l'Empire russe dans les années 1850 et ce jusqu'en 1931, année pendant laquelle un grand programme de creusement débute ; la production minière commence en 1951 sous l'égide du Combinat cuivre et molybdène du Zanguezour (en). La ville n'est quant à elle fondée qu'en 1958 sous l'URSS,. Elle fait alors partie du raion de Kapan.

## Politique
Le maire (ou plus correctement le chef de la communauté) de Kajaran est depuis 2005 Vardan Gevorgyan, membre du Parti républicain d'Arménie.
| Début | Fin      | Nom              | Parti                       |
| ----- | -------- | ---------------- | --------------------------- |
| 2005  | 2008     | Vardan Gevorgyan | Parti républicain d'Arménie |
| 2008  | 2012     | Vardan Gevorgyan | Parti républicain d'Arménie |
| 2012  | En cours | Vardan Gevorgyan | Parti républicain d'Arménie |

## Économie

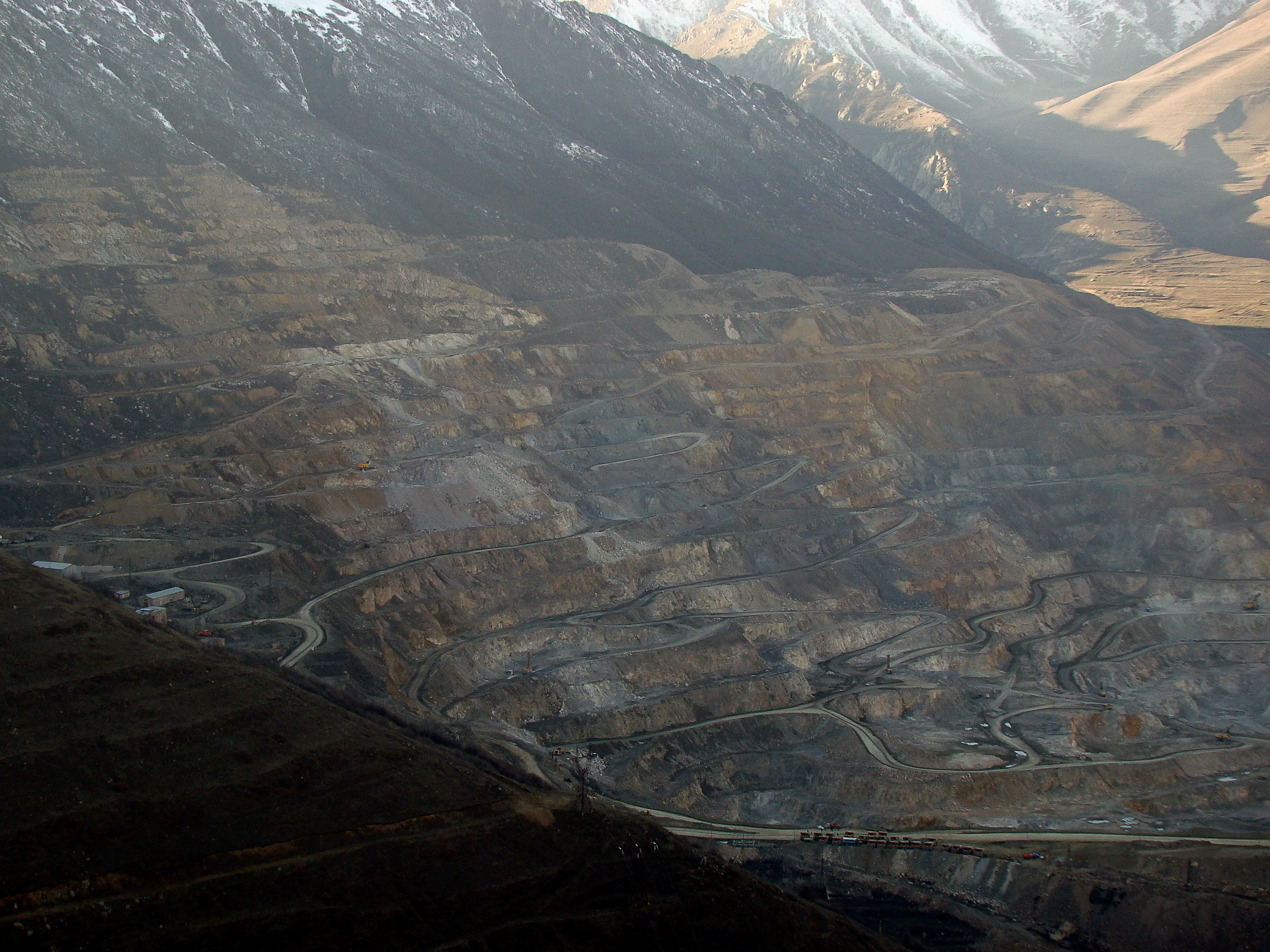
Mine de cuivre et de Molybdène à Kajaran.

L'économie de la ville repose principalement sur l'industrie minière, et Kajaran est le centre national de la production de métaux non ferreux (dont le cuivre et le molybdène).

## Démographie
| 1831 | 1897 | 1926 | 1939 | 1959   | 1970   |
| ---- | ---- | ---- | ---- | ------ | ------ |
| 50   | 394  | 431  | 548  | 11 385 | 10 744 |

| 1979  | 1989  | 2001  | 2008  | 2011  | - |
| ----- | ----- | ----- | ----- | ----- | - |
| 8 909 | 7 519 | 8 439 | 8 487 | 8 112 | - |